# Launaea acaulis
Launaea acaulis là một loài thực vật có hoa trong họ Cúc. Loài này được (Roxb.) Kerr mô tả khoa học đầu tiên năm 1936.